# Religion dharmique
« Religions indiennes » redirige ici.  Pour ce qui concerne spécifiquement l'Inde, voir Religion en Inde.

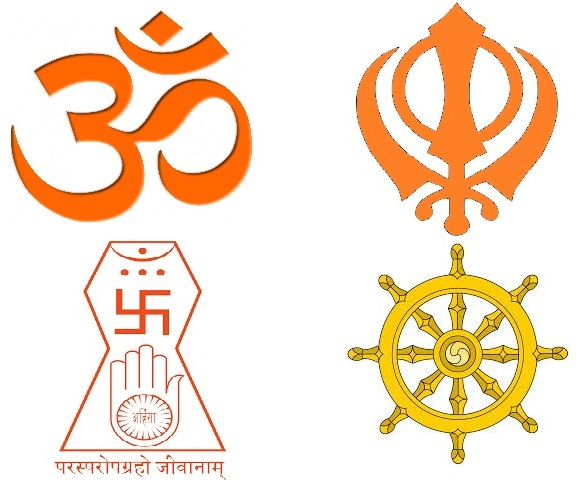
Le symboles de chacune des religions dharmiques. De gauche à droite et de haut en bas : hindouisme, sikhisme, jaïnisme et bouddhisme.

La famille des religions dharmiques (appelées aussi religions indiennes ; Indic religions en anglais) regroupe les religions nées dans le sous-continent Indien, à savoir l'hindouisme, le bouddhisme, le jaïnisme et le sikhisme, ainsi que d'autres courants religieux qui en ont émergé. Les religions dharmiques sont une des trois plus grandes familles de religions dans le monde, les deux autres étant les religions abrahamiques et les religions taoïques. La théologie et philosophie des religions dharmiques est centrée sur le concept du dharma, terme sanskrit portant le sens de loi, prescription, devoir, et plus particulièrement dans le sens spirituel de loi naturelle et de réalité. Les religions indiennes ont historiquement influencé les coutumes d’Asie . Les courants bouddhiste et hindouiste ont eu un impact culturel considérable en Asie de l’Est ,  Asie du Sud-Est et en Asie du Sud.
Les religions dharmiques sont surtout influentes dans le sous-continent Indien, l'Asie de l'Est et l'Asie du Sud-Est ; elles sont beaucoup moins présentes en dehors de ces régions. Elles sont également très fortement interconnectées. Les religions indiennes sont présentes au Japon, Chine, Indonésie, Corée du Sud, Népal, Taïwan, Sri Lanka, Singapour, Thaïlande, Cambodge, Laos, Birmanie et Hong Kong.